# Trou-du-Nord
Trou-du-Nord (Haitianisch-Kreolisch Twou dinò; auch als Trou und Le Trou bekannt) ist eine Gemeinde im Département Nord-Est von Haiti und Hauptort des gleichnamigen Arrondissement Trou-du-Nord.

## Geschichte
Der Ort Trou-du-Nord wurde zunächst Trou-de-Jacquesil genannt. Das im 16. Jahrhundert gegründete Dorf lag an einer Straße, die von Cap-Haïtien aus nach Südosten verlief. Ein tropischer Wirbelsturm zerstörte die Siedlung im Jahr 1772.
Im Jahr 1791 errichteten aufständische Sklaven ein Lager in Trou-du-Nord, wo Gouverneur Blanchelande sie angreifen ließ. Gut geführte und starke Kavallerieverbände der Farbigen wiesen die Franzosen ab und hielten den Ort.
Trou-du-Nord wurde während der inneren Auseinandersetzungen Mitte des 19. Jahrhunderts Schauplatz mehrerer Attentate im Auftrag von Präsident Salnave: Nach dessen Absetzung aus dem Exil zurückkehrende Anhänger von Präsident Geffrard wurden in Trou-du-Nord abgefangen und ausgeschaltet.
Im April 1868 betrieb Präsident Salnave vom Hauptquartier in Trou-du-Nord aus die Übernahme der Macht im Land auf der Basis diktatorischer Vollmachten.

## Lage und Beschreibung
Neben dem Stadtzentrum Ville Trou-du-Nord bestehen drei Gemeindebezirke;
1. Garcin mit Blondin, Jésus, Mathélier, Méyac, Mingny, Nan Pros und Savane-Haut Camp,
2. Roucou mit Bassin-Tounin, Blondin, Cabaret, Cabon, Cabrit, Croupi, Dos Rada, Faille, Fraiche, Lacour Michel, Roche Plate, Savane Pomme und Tremblé sowie
3. Roche-Plate mit Aricourt, Bonet, Cabaret, Colombe, Devarenne, Devezin, Domic, Dubuisson, Dumol, Garde Campeche, La Chaise, Laury, Limaitre, Lourou, Meyoc, Mousillac, Pansey, Pilette, Saint-Deck, Sainte-Sia und Savane Au Camp.

Trou-du-Nord liegt rund 5 Kilometer südlich der Route Nationale RN-6, die, parallel zur Nordküste verlaufend, Cap-Haïtien im Westen (28 Kilometer) und Ouanaminthe im Osten an der Grenze zur Dominikanischen Republik (41 Kilometer) verbindet.

## Personen aus Trou-du-Nord
- Jovenel Moïse (1968 – 2021), ehemaliger Präsident Haitis, einem Attentat zum Opfer gefallen

Zu Zeiten des nördlichen Königreichs unter Heinrich I, Henri Christophe, war General Toussaint Dupont Anfang des 19. Jahrhunderts Graf von Trou.